# Pod nebom Juga
Pod nebom Juga je 580. epizoda Zagora objavljena premijerno u Srbiji u br. 112. u izdanju Veselog četvrtka. Na kioscima u Srbiji se pojavila 1. septembra 2016. Koštala je 270 din. (2,27 €; 2,65 $) Imala je 94 strane.

## Originalna epizoda
Originalna epizoda pod nazivom Sotto il cielo del sud objavljena je premijerno u Italiji u br. 580. regularne edicije Zagora u izdanju Bonelija 5. novembra 2013. Epizodu su nacrtali Đani Sedioli i Marko Verni, a scenario napisao Moreno Buratini. Naslovnicu je nacrtao Galijeno Feri. Koštala je 3,9 €.

## Prethodna i naredna epizoda
Prethodna epizoda nosila je naslov Sudnji dan (#111), a naredna Kamena šuma(#113).